# Lor'FM
LOR'FM était une radio associative locale en Lorraine jusqu'en 1998, date à laquelle elle est devenue une radio commerciale de catégorie B.

## Historique
La radio LOR'FM a vu le jour en janvier 1995. C'est une association loi de 1901. Elle a commencé son activité sur les ondes le 28 septembre 1995 en catégorie A. [réf. souhaitée]. À cette époque une seule fréquence, celle de Briey (97.2 FM). Richard Szalek, musicien de son métier, Patrick Brévi bénévole de plusieurs associations, Danièle Frégona (maire de Landres à l'époque) et une équipe de dizaines de bénévoles, membres de l'association et/ou animateurs, ont participé à la réalisation de cette Radio.
En 1998, une nouvelle équipe arrive[réf. souhaitée] ainsi que l'accès à la catégorie B permettent à l'association un nouvel élan[réf. nécessaire].
En juillet 2001, la mise en place de nouveaux matériels a considérablement amélioré la qualité d'écoute[réf. souhaitée]. En décembre de la même année, LOR'FM a obtenu une nouvelle fréquence sur Thionville (95.2 FM), sur laquelle émettaient auparavant Radio Beffroi, puis Fun Radio.

## LOR'FM aujourd'hui
Depuis le 1er novembre 2003, la radio est membre du GIE Les Indés Radios. Sa programmation, plutôt généraliste, tourne autour des hits du moment. LOR'FM est une des radios les plus importantes de Moselle[réf. nécessaire].
En août 2005, Lor'FM est la première radio associative de Lorraine en audience, avec la plus grande zone de diffusion dans la région[réf. souhaitée], elle est également radio leader sur la ville de Thionville et sur la vallée de la Fensch  (Hayange - Amnéville)
En 2008, l'audience dépasse les 500 000 auditeurs sur la semaine[source insuffisante].
En mai 2013, LOR'FM s'installe dans ses nouveaux locaux à Thionville-Veymerange. Elle dispose dorénavant des nouvelles technologies numériques, de nouveaux studios, d'une salle de Show Case et d'une Web TV, LOR'FM TV.
LOR'FM émet également à Morhange depuis fin juin 2013[réf. nécessaire] et depuis Folschviller depuis fin juin 2021.

## Fréquences
- Briey : 97,2 MHz
- Thionville : 95,2 MHz
- Morhange : 87,6 MHz
- Folschviller : 97,1 MHz